# 艾迪爾鎮區 (明尼蘇達州克羅溫縣)
艾迪爾鎮區（英語：Ideal Township）是位於美國明尼蘇達州克羅溫縣的一個行政鎮區。

## 地方資料
艾迪爾鎮區的面積為90.80平方千米，當中陸地面積為51.26平方千米，而水域面積為39.54平方千米。根據2020年美國人口普查的數據，當地共有人口1210人，而人口密度為每平方千米13.33人。